# Telefonia fissa
La telefonia fissa è una tipologia di accesso ad una rete telefonica, in particolare una tipologia di accesso destinata all'utente finale. L'accesso alla rete telefonica inoltre è di tipo privato (la telefonia fissa si contrappone quindi alla telefonia pubblica), cioè di proprietà dell'utente finale o ad esso riservato dal proprietario dell'accesso o da chi lo ha in gestione, e realizzato per mezzo di un cavo per telecomunicazioni.
In conseguenza ai vincoli di mobilità che impone il cavo per telecomunicazioni, la telefonia fissa è in grado di servire solo punti geografici fissi, di norma rappresentati da edifici.
Per ovviare in parte a tali vincoli di mobilità sono nati apparecchi telefonici (normalmente telefoni) cosiddetti cordless costituiti da due parti, una vincolata al cavo per telecomunicazioni, l'altra, alimentata a batterie, non vincolata. Le due parti sono interconnesse attraverso onde radio e permettono una totale libertà di movimento all'utente di norma fino a qualche centinaio di metri, ma esistono anche apparecchi telefonici cordless per esigenze particolari in grado di raggiungere una distanza maggiore, non superiore comunque al chilometro.
Relativamente all'accesso privato, la telefonia fissa si contrappone alla telefonia mobile per la quale non sussistono invece i vincoli di mobilità imposti dal cavo per telecomunicazioni presente nella telefonia fissa in quanto l'accesso alla rete telefonica da parte dell'utente finale è realizzato attraverso onde radio, motivo per cui la telefonia mobile è in grado di servire non punti geografici fissi ma intere aree geografiche.

## Descrizione

### Impianto telefonico
La compagnia telefonica che fornisce il servizio di telefonia fissa, collega l'abbonato alla Rete Telefonica Generale attraverso un mezzo trasmissivo a onde guidate la cui terminazione è fissata in un punto specifico dell'edificio. Tale terminazione rappresenta un punto di connessione per i vari dispositivi (telefoni, fax, modem, ecc...) che si vuole connettere alla Rete Telefonica Generale. Se si vuole connettere alla Rete Telefonica Generale un dispositivo che si trova lontano da tale punto di connessione e non si vuole lasciare liberi lunghi cavi di connessione è necessario predisporre una rete per telecomunicazioni chiamata impianto telefonico. L'impianto telefonico predispone altri punti di connessione alla Rete Telefonica Generale. Tali punti di connessione alla Rete Telefonica Generale sono chiamati prese telefoniche.
In alternativa all'impianto telefonico sono disponibili sul mercato i cordless, telefoni funzionanti attraverso onde radio che permettono di muoversi liberamente in una area di qualche centinaio di metri senza essere vincolati ad un cavo di telecomunicazioni. Spesso comunque i cordless sono usati in abbinamento all'impianto telefonico e ai tradizionali telefoni dotati di cavo di telecomunicazioni, i cosiddetti telefoni fissi.

### Tecnologie per la telefonia fissa
Per l'ambito residenziali e SoHo:
- POTS
- ISDN BRA
- VoIP

Per esigenze maggiori (medie e grandi aziende, alberghi, ecc.):
- ISDN PRA
- VoIP

Lo standard POTS offre una sola linea telefonica. Lo standard ISDN nella versione BRA offre due linee telefoniche. Lo standard ISDN nella versione PRA offre un numero variabile di linee telefoniche fino ad un massimo di trenta.

### Prese telefoniche
Le prese telefoniche per lo standard POTS sono:
- tripolare
- RJ11

Le prese telefoniche per lo standard ISDN sono:
- RJ45

### Apparecchi telefonici per l'utente finale
Di seguito sono elencati gli apparecchi telefonici per l'utente finale.
Telefoni:
- telefono fisso (può inglobare la segreteria telefonica);
- telefono cordless (può inglobare la segreteria telefonica);
  - telefono cordless da tavolo (può inglobare la segreteria telefonica).

Videotelefoni: 
- videotelefono fisso (può inglobare la segreteria telefonica);
- videotelefono cordless (può inglobare la segreteria telefonica);
  - videotelefono cordless da tavolo (può inglobare la segreteria telefonica).

Altre tipologie di apparecchi telefonici:
- segreteria telefonica;
- fax (può inglobare il telefono e/o la segreteria telefonica);
- modem (può essere utilizzato per inviare e ricevere fax o per fornire il servizio di segreteria telefonica se dotato di apposito programma).

## Operatori telefonici alternativi
In seguito all'ultima ondata di liberalizzazione nel settore delle telecomunicazioni avvenuta in Italia nel 1994 venne privatizzato l'unico operatore telefonico italiano esistente all'epoca, SIP (poi divenuto Telecom Italia), e nacquero altri operatori come Omnitel (poi divenuto Vodafone Italia), Infostrada (ora Wind Tre), Fastweb, Tiscali, Eolo, Linkem e Iliad.
Esclusivamente nella telefonia fissa è possibile utilizzare operatori telefonici alternativi anche per la medesima linea telefonica. In questo caso le modalità di utilizzo dell'operatore alternativo sono:
- selezione dell'operatore
- preselezione dell'operatore

La selezione dell'operatore, o Carrier Selection, in sigla CS, prevede l'utilizzo di un prefisso telefonico chiamato Carrier Selection Code, in sigla CSC, da comporre prima del numero telefonico. Tale prefisso telefonico è un numero assegnato in modo esclusivo ad un operatore telefonico, componendolo prima del numero telefonico si utilizza l'operatore telefonico corrispondente.
Esistono apparecchi telefonici specifici, o anche telefoni, che compongono il Carrier Selection Code automaticamente, previa programmazione, sollevando quindi l'utente da tale compito. Alcuni, chiamati Least Cost Routing, in sigla LCR, sono molto complessi. Permettono ad esempio di programmare l'utilizzo di un operatore telefonico per il giorno e un altro per la notte, oppure uno per le chiamate a numeri telefonici di telefonia fissa e uno per le chiamate a numeri telefonici di telefonia mobile, oppure, ancora, utilizzare sempre il medesimo operatore telefonico quando si chiama un determinato numero telefonico.
La preselezione dell'operatore, o Carrier Preselection, in sigla CPS, permette di impostare come operatore telefonico predefinito un operatore telefonico alternativo al posto di quello principale che fornisce la linea telefonica. È un servizio che fornisce l'operatore telefonico alternativo su richiesta dell'utente oppure a volte previsto obbligatoriamente dal contratto telefonico sottoscritto con l'operatore telefonico alternativo. Con tale servizio per utilizzare l'operatore telefonico alternativo non è più necessario comporre il Carrier Selection Code prima del numero telefonico. Attivando la preselezione dell'operatore rimane comunque possibile utilizzare l'operatore telefonico principale o eventuali altri operatori telefonici alternativi utilizzando la carrier selection.
A valle dell'assegnazione degli spazi presso gli stadi di linea in 'Co-Locazione', alcuni operatori alternativi hanno cominciato nel 2002 a sviluppare la propria rete di telecomunicazioni con lo strumento dell'Unbundling del Local Loop (ULL), ovvero la cessione dell'ultimo miglio in rame da Telecom Italia all'OLO, che quindi ha la gestione completa dell'utente finale sia per la rete che per il servizio. Con questa tecnologia è stato possibile sviluppare una offerta di servizi da parte degli OLO che fosse realmente indipendente dai servizi offerti dall'operatore dominante.

## Quota di mercato
██ TIM (43,9%)
██ Vodafone (16%)
██ Fastweb (14,7%)
██ Wind Tre (13,8%)
██ Linkem (3,2%)
██ Eolo (2,9%)
██ Altri (5,5%)
I dati AGCOM riguardanti il settore della rete fissa in Italia aggiornati al terzo trimestre del 2021 riportano un calo di TIM, scesa al 43,9%, la quale si conferma operatore leader di rete fissa (-1,2% punti percentuale su base annua).
Al secondo Vodafone con il 16% delle linee (+0,2% rispetto a settembre 2020), seguito da Fastweb e Wind Tre rispettivamente con il 14,7% delle linee (-0,3%) e il 13,8% delle linee per Wind Tre (+1%).